# Coppa Libertadores 2013 (primo turno)
Questa voce raccoglie un approfondimento sulle gare di qualificazione dell'edizione 2013 della Coppa Libertadores.

## Primo turno

### Andata
| Arbitro: | Carlos Amarilla |

|                            |           |              |
| Peñalba 65’ Leguizamón 75’ | Marcatori | 37’ Caggiano |

| Arbitro: | Héber Lopes |

|         |           |         |
| Maz 87’ | Marcatori | 3’ Díaz |

| Arbitro: | Wilmar Roldán |

|            |           |  |
| Feraud 75’ | Marcatori |  |

| Arbitro: | Roberto Silvera |

|                                                                |           |  |
| Osvaldo 7’ Luís Fabiano 20’, 45+1’ Jádson 59’ Rogério Ceni 62’ | Marcatori |  |

| Montevideo 24 gennaio 2013, ore 19:00 UTC-3 | Defensor Sporting | 0 – 0 referto | Olimpia | Estadio Luis Franzini\| Arbitro: \| Diego Abal \| |
| Arbitro:                                    | Diego Abal        |               |         |                                                   |

| Arbitro: | Juan Ernesto Soto |

|                |           |  |
| Leichtweis 57’ | Marcatori |  |

### Ritorno
| Arbitro: | Martín Vázquez |

|  |           |                                     |
|  | Marcatori | 8’ Botta 74’ Santander 88’ Maggiolo |

| Arbitro: | Antonio Arias |

|                                          |                      |                                 |
| Díaz 58’ (rig.)                          | Marcatori            | 47’ Arrechea                    |
| Zenteno Villalobos Ereros Grabinski Díaz | Tiri di rigore 4 – 2 | Burbano Montes Vázquez Arrechea |

| Arbitro: | Wilmar Roldán |

|                                           |           |                                        |
| Ferreira 38’, 75’ (rig.) Cabrera 59’, 69’ | Marcatori | 2’ Luís Fabiano 16’ Jádson 35’ Osvaldo |

| Arbitro: | Saúl Laverni |

|                                                        |                      |                                            |
| Elano 62’                                              | Marcatori            |                                            |
| André Lima Saimon Willian José Pará Vargas Alex Telles | Tiri di rigore 5 – 4 | Saritama Vitti Reasco Vélez Canuto Morante |

| Arbitro: | Héber Lopes |

|                         |           |  |
| Ferreyra 34’ Aranda 59’ | Marcatori |  |

| Arbitro: | Leandro Vuaden |

|               |           |              |
| Quinteros 44’ | Marcatori | 85’ Monsalvo |

## Tabella riassuntiva
| Squadra 1         | Totale            | Squadra 2            | Andata | Ritorno |
| ----------------- | ----------------- | -------------------- | ------ | ------- |
| Tigre             | 5 – 1             | Deportivo Anzoátegui | 2 – 1  | 3 – 0   |
| LDU Quito         | 1 – 1 (4 – 5 dtr) | Grêmio               | 1 – 0  | 0 – 1   |
| Deportes Tolima   | 2 – 1             | U. César Vallejo     | 1 – 0  | 1 – 1   |
| Defensor Sporting | 0 – 2             | Olimpia              | 0 – 0  | 0 – 2   |
| San Paolo         | 8 – 4             | Bolívar              | 5 – 0  | 3 – 4   |
| Léon              | 2 – 2 (2 – 4 dtr) | Deportes Iquique     | 1 – 1  | 1 – 1   |